# Месарош, Аги
А́ги Ме́сарош (венг. Mészáros Ági, настоящее имя А́гнеш Эбе́рли венг. Éberli Ágnes; 24 мая 1914, Будапешт, Австро-Венгрия, ныне Венгрия — 8 марта 1989, там же) — венгерская актриса театра, кино и телевидения.

## Биография
В 1936—1939 годы работала в Национальном театре Сегеда. С 1947 года — актриса Национального театра Будапешта. В кино с 1940 года («Домой»).
Была замужем за Лайошем Войтом (венг. Voith Lajos, 1943-1966) и актёром Ласло Томпа (венг. László Tompa); дочь Аги Войт — также актриса.

## Избранная фильмография

### Актриса
- 1940 — Домой / Hazafelé — Клари, почтальонка
- 1943 — 28-й /
- 1948 — Пядь земли / Talpalatnyi föld — Марика Юхош
- 1948 — Мишка-аристократ / Mágnás Miska — Марча
- 1949 — Барские затеи / Úri muri — Розика
- 1950 — Замужество Каталины Киш / Kis Katalin házassága — Каталина Киш
- 1950 — Освобожденная земля / Felszabadult föld — Марика
- 1953 — Малый грош / Kiskrajcár — Юли Гараш
- 1954 — Рождение Меньхерта Шимона / Simon Menyhért születése — Ева, жена Шимона
- 1955 — Жорж Данден, или Одураченный муж / Dandin György, avagy a megcsúfolt férj — Анжелика
- 1955 — Мост жизни / Az élet hídja — Эржи, жена Бодога
- 1957 — Два признания / Két vallomás
- 1961 — Ружья и голуби / Puskák és galambok — Бодане Яноше
- 1961 — Пока не наступит завтра / Amíg holnap lesz — Загонне, Пирошка
- 1962 — Чиполлино / Hagymácska — Mesélõ (ТВ)
- 1964 — Двадцать часов / Húsz óra — Теруш
- 1965 — Жажда / Iszony — жена Шленкаи
- 1969 — Лунная ночь / Holdudvar — няня Маргит
- 1970 — Ревизор / A revizor — Анна Андреевна, жена городничего (ТВ)
- 1973 — Улица Тюзолто, 25 / Tüzoltó utca 25. — Аранка
- 1974 — Фазан на завтра / Holnap lesz fácán — госпожа Ковач
- 1975 —  / Tüzgömbök — бабушка Тали
- 1976 — Будапештские рассказы / Budapesti mesék — мать Феньеша
- 1977 — Канитель / Teketória — мать Терезы

## Награды
- 1950 — Премия имени Кошута
- 1950 — Заслуженная артистка ВНР
- 1954 — Премия имени Кошута
- 1953 — Народная артистка ВНР